# Allocosa mossambica
Allocosa mossambica este o specie de păianjeni din genul Allocosa, familia Lycosidae, descrisă de Roewer, 1959.
Este endemică în Mozambic. Conform Catalogue of Life specia Allocosa mossambica nu are subspecii cunoscute.